# União das Freguesias de Arca e Varzielas
Die União das Freguesias de Arca e Varzielas ist eine portugiesische Gemeinde (Freguesia) im Kreis (Concelho) Oliveira de Frades im nördlichen Portugal.

## Geschichte
Die Gemeinde entstand im Zuge der Gebietsreform vom 29. September 2013 durch die Zusammenlegung der ehemaligen Gemeinden Arca und Varzielas. Arca wurde Sitz der neuen Verwaltung.

## Demographie
| Freguesia | Freguesia        | Freguesia | Freguesia       | ehemalige Freguesias | ehemalige Freguesias | ehemalige Freguesias | ehemalige Freguesias |
| Wappen    | Freguesia        | Einwohner | Fläche in (km²) | Wappen               | Freguesia            | Einwohner            | Fläche in (km²)      |
| --------- | ---------------- | --------- | --------------- | -------------------- | -------------------- | -------------------- | -------------------- |
|           | Arca e Varzielas | 559       | 20,37           |                      | Arca                 | 362                  | 9,17                 |
|           | Arca e Varzielas | 559       | 20,37           | Varzielas            | 359                  | 11,2                 |                      |